# 225.ª Divisão de Infantaria (Alemanha)
A 225ª Divisão de Infantaria (em alemão:225. Infanterie-Division) foi uma unidade militar que serviu no Exército alemão durante a Segunda Guerra Mundial.

## Comandantes
| Comandante                                 | Data                                        |
| ------------------------------------------ | ------------------------------------------- |
| Generalleutnant Ernst Schaumburg           | 1 de setembro de 1939 - 1 de julho de 1940  |
| Generalleutnant Friedrich-Karl von Wachter | 1 de julho de 1940 - 1 de junho de 1941     |
| Generalleutnant Hans von Baße              | 1 de junho de 1941 - 25 de setembro de 1942 |
| Generalleutnant Ernst Riße                 | 25 de setembro de 1942 - 8 de maio de 1945  |

## Oficiais de operações
| Oberstleutnant Heinrich Gäde                           | 26 de agosto de 1939-5 de novembro de 1940    |
| Oberstleutnant Wilhelm Kolewe                          | 5 de novembro de 1940-15 de junho de 1942     |
| Oberstleutnant Wilfried Ritter und Edler von Rosenthal | 15 de junho de 1942-15 de agosto de 1944      |
| Major Richard Lang                                     | 15 de agosto de 1944-5 de março de 1945 (KIA) |
| Oberstleutnant Ernst Wolf                              | 25 de março de 1945-9 de maio de 1945         |

## Área de operações
| Alemanha                       | setembro de 1939 - maio de 1940 |
| Países Baixos & França         | maio de 1940 - janeiro de 1942  |
| Frente Ocidental, setor norte  | janeiro de 1942 - julho de 1944 |
| Frente Oriental, setor central | julho de 1944                   |
| Frente Ocidental, setor norte  | julho de 1944 - outubro de 1944 |
| Bolsão de Kurland              | outubro de 1944 - maio de 1945  |